# Nikolaevič (famiglia)
La famiglia Nikolaevič (in russo: Николаевич) è una famiglia nobile originaria del XVII secolo e nativa della Russia.

## Storia
Poche sono le fonti attendibili sull’origine di questa casa ma verrà ufficializzata e elevata a grado nobiliare di conti sotto la guida di Pietro il Grande.
Assumeranno un ruolo predominante nella nuova scena economica e sociale imperiale di Caterina II di Russia distinguendosi per fedeltà al governo rivestendo ruoli politici internazionali e dotati di una forte sensibilità nonché di un forte spirito nazionalista.
Mecenati e protettori delle arti, i Nikolaevič furono una costante e forte presenza culturale per il paese promuovendo numerose iniziative per una maggior divulgazione artistica.
La caduta del governo zarista nel 1917 e la presa del potere del bolscevismo di Lenin infrangeranno questo sogno di raffinatezza costringendoli al ritiro a Čeljabinsk.

## Oggi
La famiglia Nikolaevič oggi conta pochi membri nella linea successoria, alcuni dubbiosi e altri identificati tali seppure non più residenti in Russia.

## Membri
Tra i numerosi nomi spiccano quello di  Alexsej Nikolaevič (? - 1723), generale e fondatore dell’omonima casa.